# Stebnik
Stebnik (ukrainisch Стебник) ist ein ehemaliges Dorf (Wüstung), jetzt innerhalb des Dorfes Krościenko in der Gemeinde Ustrzyki Dolne im Powiat Bieszczadzki der Woiwodschaft Karpatenvorland in Polen.

## Geschichte
Wahrscheinlich wurde Stebnik in der 2. Hälfte des 15. Jahrhunderts auf dem Walachischen Recht gegründet, aber die erste Erwähnung erschien im Jahre 1509. Der Name bedeutet die Stelle der Überwinterung der Bienen.
Bei der Ersten Teilung Polens kam Stebnik 1772 zum neuen Königreich Galizien und Lodomerien des habsburgischen Kaiserreichs (ab 1804).
Im Jahre 1900 hatte das Dorf Stebnik 41 Häuser mit 320 Einwohnern, davon 295 ruthenischsprachige, 23 deutschsprachige, 2 polnischsprachige, 255 griechisch-katholische, 36 Juden, 6 römisch-katholische, 23 anderen Glaubens (evangelisch).
1918, nach dem Ende des Ersten Weltkriegs und dem Zusammenbruch der k.u.k. Monarchie, kam Stebnik mit Steinfels zu Polen. Unterbrochen wurde dies durch die Besetzung Polens durch die Wehrmacht im Zweiten Weltkrieg, während der die Orte zuerst zur Sowjetunion und ab 1941 zum Generalgouvernement gehörten. In den Jahren 1945–1951 gehörten sie wieder zur Sowjetunion (siehe Polnisch-Sowjetischer Gebietsaustausch).
Nach dem Jahre 1951 wurden die Häuser und die griechisch-katholische Kirche aus Holz (erbaut 1889) abgerissen.

### Steinfels
Im frühen 19. Jahrhundert entstand im westlichen Teil von Stebnik die deutsche Tochterkolonie von Bandrów. Die Kolonie wurde Steinfels genannt. Die Protestanten gehörten zur Pfarrgemeinde Bandrów.
Im Jahre 1900 hatte die Gemeinde Steinfels 25 Häuser mit 173 Einwohnern, davon 120 deutschsprachige, 25 polnischsprachige, 28 ruthenischsprachige, 30 römisch-katholische, 30 griechisch-katholische, 12 Juden und 101 anderen Glaubens (evangelisch).
Das Ende dieser Kolonie markierte der Zweite Weltkrieg.

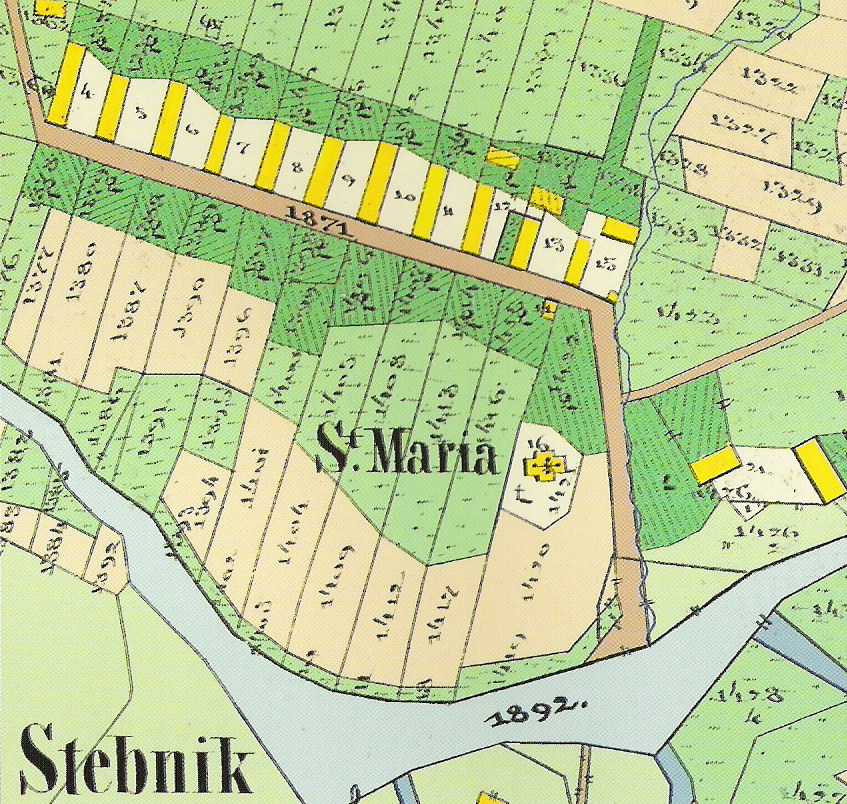
Stebnik-Steinfels (1852)